# بوتش هايز
بوتش هايز (بالإنجليزية: Butch Hays)‏ مواليد 16 سبتمبر 1962 في لوس أنجلوس، هو لاعب كرة سلة أمريكي معتزل. بدأ مسيرته الاحترافية في سنة 1984. تم اختياره من قبل فريق شيكاغو بولز خلال الدرافت. حمل الرقم 11. اعتزل اللعب في 2012. لعب مع أديليد ثيرتي سيكسترز وإلوارا هوكز في الدوري الأسترالي لكرة السلة.